# Liv Dommersnes
Liv Dommersnes, née le 28 septembre 1922 à Oslo et morte dans la même ville le 6 avril 2014 (à 91 ans), est une actrice de théâtre norvégienne. Elle est membre de l'Académie norvégienne de langue et de littérature et est considérée comme l'une des plus célèbres interprètes lyriques norvégiennes.

## Biographie
Sa carrière de comédienne commence au théâtre en 1941 et se poursuit jusqu'à sa retraite. Elle est l'une des actrices membres du Studioteateret. Elle débute sur scène en 1942 dans la pièce Geografi og kjærlighet (Amour et Géographie) du romancier et dramaturge Bjørnstjerne Bjørnson. La représentation a lieu au Nationaltheatret d'Oslo. 
Ses rôles les plus importants sont ceux de Rachel dans Au-delà des forces (Over Ævne I), de Juliette dans Roméo et Juliette et de Varja dans La Cerisaie d'Anton Tchekhov. Elle incarne le rôle principal de Nora dans Une maison de poupée d'Henrik Ibsen en 1957.
Passionnée de poésie, Liv est considéré comme l'une des plus grandes interprètes lyriques norvégiennes, gagnant une certaine reconnaissance pour ses lectures de poèmes d'Olaf Bull, Edith Sodergran et Claes Gill.
Mariée à l'acteur Jens Bolling dont elle divorce en 1952, elle se remarie avec le docteur Ivar Dommersnes en 1968, dont elle est l'épouse jusqu'à la mort de celui-ci en 1994.
Elle reçoit le prix d'art de la ville d'Oslo en 1985 et le Anders Jahres kulturprise en 2000. La même année, elle est récompensée par l'attribution de l'Ordre de Saint-Olaf.
Liv Dommersnes décède à Oslo le 6 avril 2014, âgée de 91 ans.